# Saison 2013 des Blue Jays de Toronto
La saison 2013 des Blue Jays de Toronto est la 37e saison en Ligue majeure de baseball pour cette franchise.
La saison s'ouvre sur de grands espoirs pour un club rempli de nouveaux venus, mais tourne rapidement au vinaigre. La formation torontoise perd 21 de ses 31 premiers matchs et une séquence de 11 victoires consécutives en juin est insuffisante pour renverser la vapeur. Les Blue Jays sont l'une des grandes déceptions de l'année 2013,,. Toronto remporte un match de plus qu'en 2012 mais glisse du 4e au 5e rang de la division Est de la Ligue américaine et, avec 74 victoires contre 88 défaites, une saison gagnante leur échappe pour une 3e année de suite.

## Contexte
Les Blue Jays amorcent bien leur saison 2012 et, au début juin, se maintiennent à deux ou trois victoires du premier rang de leur division. Mais la saison déraille lorsque, en l'espace de 4 jours en juin, ils perdent pour cause de blessures les lanceurs partants Kyle Drabek, Drew Hutchison et Brandon Morrow. Leur frappeur étoile José Bautista, déjà sur la liste des blessés en juin, y retourne en août et ne revient plus de la saison. Toronto termine quatrième dans la division Est de la Ligue américaine avec 73 victoires et 89 défaites.

## Intersaison
Le poste de manager des Blue Jays devient vacant le 21 octobre 2012 lorsque John Farrell, qui avait dirigé le club pendant deux saisons, accepte un poste similaire chez les Red Sox de Boston. Le 20 novembre, John Gibbons, qui avait dirigé l'équipe de 2004 jusqu'à son congédiement en 2008, est nommé à ce poste pour une seconde fois.

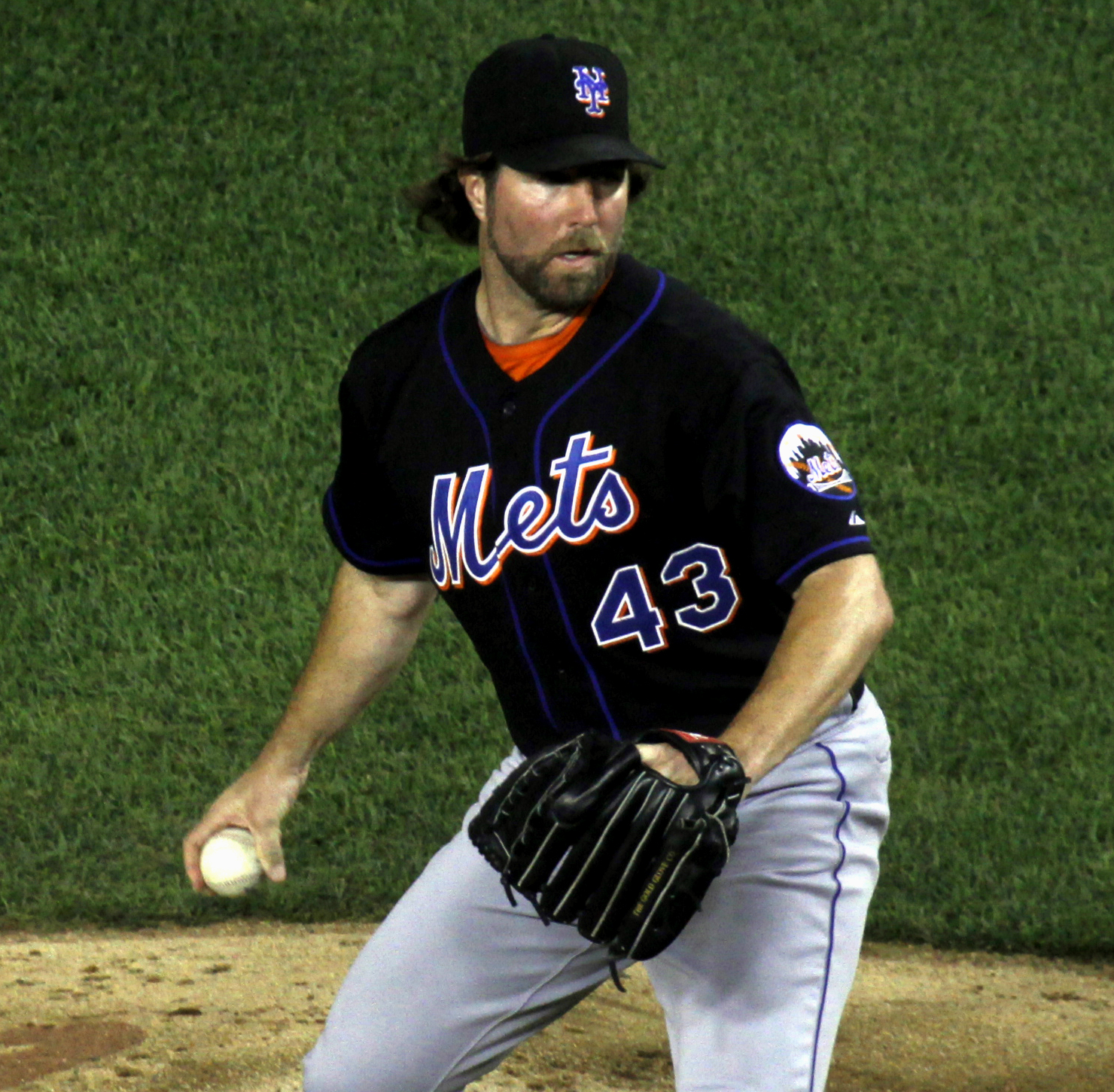
R. A. Dickey, lanceur gagnant du trophée Cy Young en 2012, est acquis des Mets de New York le 17 décembre.

Le 19 novembre 2012, les Blue Jays concluent une transaction majeure avec les Marlins de Miami qui leur permet d'acquérir plusieurs joueurs étoiles. L'arrêt-court José Reyes, le lanceur droitier Josh Johnson, le lanceur gaucher Mark Buerhle, le receveur John Buck et le joueur d'utilité Emilio Bonifacio sont obtenus des Marlins en retour de l'arrêt-court Yunel Escobar, du voltigeur Jake Marisnick, du joueur d'avant-champ Adeiny Hechavarria, du receveur Jeff Mathis, des lanceurs droitiers Henderson Alvarez et Anthony DeSclafani et du lanceur gaucher Justin Nicolino. D'autres joueurs d'avenir, notamment les prospects Travis d'Arnaud, un receveur, et Noah Syndergaard, un lanceur droitier, sont échangés par les Jays dans une autre transaction d'importance le 17 décembre 2012. Ces deux athlètes sont transférés aux Mets de New York avec John Buck, acquis précédemment des Marlins, et le voltigeur Wuilmer Becerra en retour du gagnant du trophée Cy Young du meilleur lanceur de la Ligue nationale en 2012, le droitier R. A. Dickey, et des receveurs Josh Thole et Mike Nickeas. Les Mets n'étant pas disposés à acquiescer aux exigences salariales de Dickey, l'échange a lieu lorsque Toronto s'engage à accorder au lanceur une prolongation de contrat de 29 millions de dollars pour trois saisons ainsi qu'une année d'option à 12 millions de dollars pour 2016.
Le 19 novembre 2012, le voltigeur Melky Cabrera signe un contrat de deux saisons avec Toronto.

## Calendrier pré-saison
L'entraînement de printemps des Blue Jays s'ouvre en février.

## Saison régulière
La saison régulière des Blue Jays se déroule du 2 avril au 29 septembre 2013 et prévoit 162 parties. Le premier match est disputé à Toronto face aux Indians de Cleveland.

### Avril
- 12 avril : José Reyes se blesse à la cheville en volant le deuxième but contre Kansas City et se retrouve à l'écart du jeu pour une période de un à trois mois[14].

### Juin
- 11 au 23 juin : Les Blue Jays égalent un record d'équipe établi en 1987 et 1998 en remportant 11 victoires de suite[15].

### Classement
| Ligue américaine (Division Est) | V  | D  | %    | Diff. | Diff. (séries) |
| ------------------------------- | -- | -- | ---- | ----- | -------------- |
| Red Sox de Boston               | 97 | 65 | ,599 | -     | -              |
| Rays de Tampa Bay               | 92 | 71 | ,564 | 5½    | -              |
| Orioles de Baltimore            | 85 | 77 | ,525 | 12    | 6½             |
| Yankees de New York             | 85 | 77 | ,525 | 12    | 6½             |
| Blue Jays de Toronto            | 74 | 88 | ,457 | 23    | 17½            |

## Affiliations en ligues mineures
| Niveau            | Équipe                    | Ligue                   |
| ----------------- | ------------------------- | ----------------------- |
| AAA               | Las Vegas 51s             | Pacific Coast League    |
| AA                | New Hampshire Fisher Cats | Eastern League          |
| A-Advanced        | Dunedin Blue Jays         | Florida State League    |
| A                 | Lansing Lugnuts           | Midwest League          |
| A (saison courte) | Vancouver Canadians       | Northwest League        |
| Ligue des recrues | Bluefield Blue Jays       | Appalachian League      |
| Ligue des recrues | GCL Blue Jays             | Gulf Coast League       |
| Ligue des recrues | DSL Blue Jays             | Dominican Summer League |